# Neolagenipora rugosa
Neolagenipora rugosa är en mossdjursart som beskrevs av Hayward 1994. Neolagenipora rugosa ingår i släktet Neolagenipora och familjen Romancheinidae. Inga underarter finns listade i Catalogue of Life.